# Brouwerij Aying

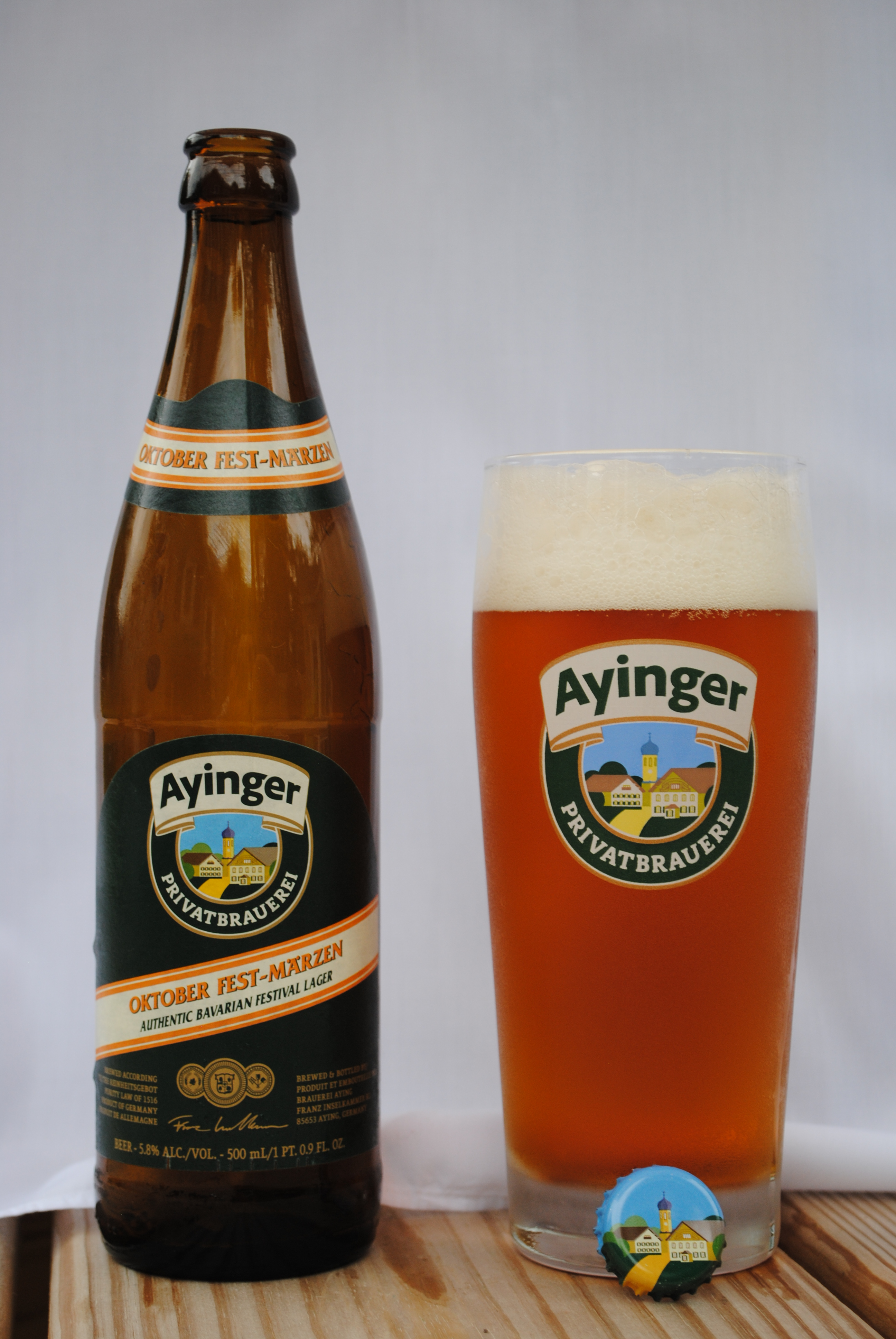
Ayinger Oktober Fest-Märzen

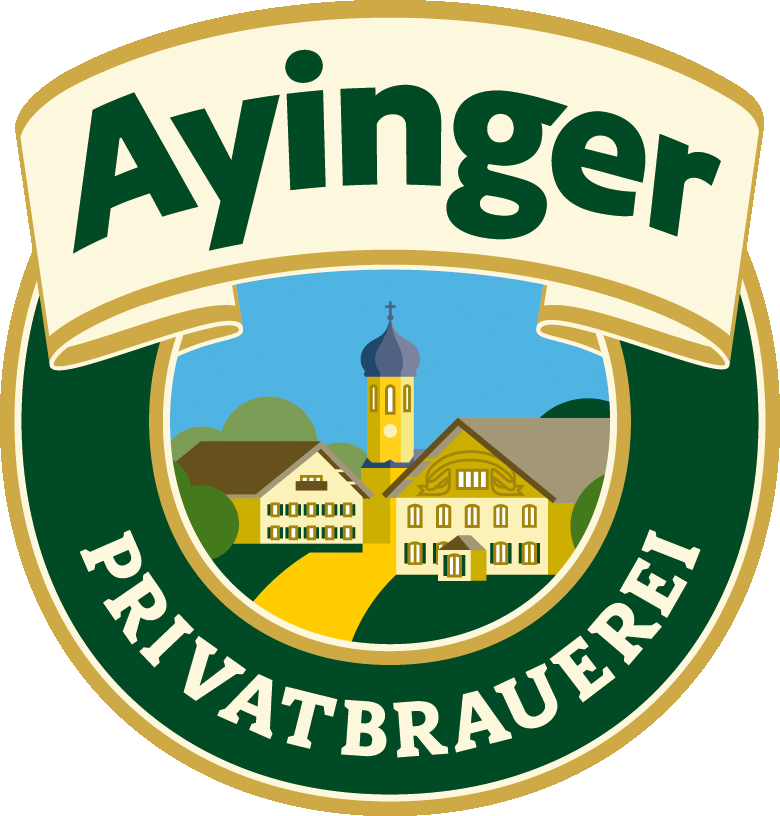
Logo

Brouwerij Aying (Brauerei Aying) is een middelgrote Duitse bierbrouwerij in Aying (Landkreis München), bekend van de bieren met de naam Ayinger.
De brouwerij werd opgericht in 1877 door Johann Liebhard en is tegenwoordig nog steeds in het bezit van deze familie, wat de brouwerij tot een familiebedrijf maakt. Het bier wordt gebrouwen met bronwater uit eigen bronnen, die ontspringen op 176 meter diepte.
In 1999 werd een geheel nieuw brouwhuis gebouwd, wat in deze tijd behoorde tot een van de modernste in Europa. In 2010 telde Brouwerij Aying ongeveer 80 medewerkers. 
De jaarlijkse bierproductie bedraagt 100.000 hectoliter. Hiervan is 10% bestemd voor de export, met name naar Italië, de VS en de BeNeLux.
Naast bier, wordt er in de brouwerij ook frisdrank en mineraalwater afgevuld. 

## Bieren
- Lager Hell (4,9% alc.)
- Premium-Pils (5,0% alc.)
- Jahrhundert-Bier (5,5% alc.)
- Altbairisch Dunkel (5,0% alc.)
- Celebrator (6,7% alc.)
- Liebhard's Kellerbier (4,9% alc.)
- Leichte Bräu-Weisse (3,2% alc.)
- Bräu-Weisse (5,1% alc.)
- Ur-Weisse (5,8% alc.)
- Kirta-Halbe (5,8% alc.)
- Frühlingsbier (5,5% alc.)
- Weizen-Bock (7,0% alc.)
- Ayinger Radler
- Oktober Fest-Märzen (enkel voor de export)